# SN 1994A
SN 1994A – supernowa typu II odkryta 11 stycznia 1994 roku w galaktyce UGC 8214. W momencie odkrycia miała maksymalną jasność 18,00m.